# Pravia
Pravia è un comune spagnolo di 9 226 abitanti situato nella comunità autonoma delle Asturie. Nelle località del territorio comunale di Peñaullán, Santianes del Rey Silo, Pravia, Forcinas e Pronga scorre il fiume Nalón.